# لوسيو بلانكو
لوسيو بلانكو (بالإسبانية: Lucio Blanco)‏ هو عسكري وسياسي أمريكي ومكسيكي، ولد في 11 أغسطس 1879 في المكسيك، وتوفي في 7 يونيو 1922 في نفس البلد. انتخب عضو مجلس النواب المكسيك.